# Petits secrets entre voisins
 (novembre 2022).
Petits secrets entre voisins est une émission de télévision française quotidienne de réalité scénarisée diffusée depuis le 29 avril 2013 sur les chaînes du groupe TF1 (TF1, TMC, TFX, La Deux, et TF1 Séries Films). Certaines saisons sont également disponible sur Prime video.

## Contexte
La série s'appuie sur le concept d'origine allemande de la réalité scénarisée, inauguré en France en 2011 par l’émission Le Jour où tout a basculé diffusée sur France 2. Ce dernier, au moyen notamment de codes de la télé-réalité, permet de narrer des histoires fictionnelles avec des coûts de production peu élevés, avantage compétitif dans un contexte de restriction budgétaire. Ce programme est le dernier de ce genre encore diffusé en France après l'arrêt des émissions Le Jour où tout a basculé en 2014 et Au nom de la vérité en 2016.

## Déroulement
Chaque épisode raconte une histoire de voisins (conflits de voisinage, amours interdits, secrets, jalousies, etc.). Régulièrement dans les épisodes, les personnages parlent face caméra. La série télévisée se déroule dans la banlieue de Québec initialement mais principalement en banlieue parisienne maintenant.
À chaque épisode, la voix-off de la série commence par  « Nous avons tous des voisins, mais savons-nous vraiment qui ils sont ? » et conclut par « Et vous, connaissez-vous vraiment vos voisins ? »

## Liste des épisodes

### Première saison
| N° | Titre                            | Diffusion originale |
| 1  | Un mari inquiétant               | 28 mai 2013         |
| 2  | Secret de champion               | 6 mai 2013          |
| 3  | Un cœur d'artichaut              | 3 mai 2013          |
| 4  | L'inconnu d'en face              | 29 avril 2013       |
| 5  | Trop beau pour être honnête      | 2 mai 2013          |
| 6  | Faux semblant                    | 20 mai 2013         |
| 7  | Un jeune garçon trop poli        | 30 avril 2013       |
| 8  | Faux coupable                    | 24 mai 2013         |
| 9  | La fiancée disparue              | 18 juin 2013        |
| 10 | Chasseuse de fortune             | 13 mai 2013         |
| 11 | Liaison dagereuse                | 23 mai 2013         |
| 12 | Une nounou trop parfaite         | 10 mai 2013         |
| 13 | Trafic du voisin                 | 27 mai 2013         |
| 14 | Un nouveau copain                | 20 juin 2013        |
| 15 | Une voisine accueillante         | 14 mai 2013         |
| 16 | La voisine disparue              | 7 mai 2013          |
| 17 | Un jeune homme aux deux visages  | 21 mai 2013         |
| 18 | Une jeune femme en danger        | 17 juin 2013        |
| 19 | Une chance pour deux             | 12 juin 2013        |
| 20 | Parure de diamants               | 9 mai 2013          |
| 21 | La fille d'à côté                | 19 juin 2013        |
| 22 | L'épreuve du désir               | 31 mai 2013         |
| 23 | Toujours sur la route            | 17 mai 2013         |
| 24 | Amnésie totale                   | 10 juin 2013        |
| 25 | La maison hantée                 | 16 mai 2013         |
| 26 | Pour le meilleur et pour le pire | 4 juin 2013         |
| 27 | Un ado mal élevé                 | 26 juin 2013        |
| 28 | Un fils à caser                  | 30 mai 2013         |
| 29 | Le retour du braqueur            | 6 juin 2013         |
| 30 | Arnaqueurs seniors               | 21 février 2014     |
| 31 | Superstition                     | 18 octobre 2013     |
| 32 | L'ancien fiancé                  | 14 octobre 2013     |
| 33 | Le divorce                       | 10 octobre 2013     |
| 34 | Ticket gagnant                   | 13 juin 2013        |
| 35 | Ma meilleure amie                | 21 juin 2013        |
| 36 | Amour interdit                   | 11 juin 2013        |
| 37 | Une bonne affaire                | 14 juin 2013        |
| 38 | Rosa & Greg                      | 7 juin 2013         |
| 39 | Les jumeaux                      | 3 juin 2013         |
| 40 | Un passé invisible               | 18 juillet 2013     |
| 41 | Comme chien et chat              | 27 juin 2013        |
| 42 | Sans mémoire                     | 1 octobre 2013      |
| 43 | Un passé à oublier               | 4 octobre 2013      |
| 44 | Une mauvaise passe               | 26 septembre 2013   |
| 45 | Le voyeur                        | 19 septembre 2013   |
| 46 | Harcélement                      | 24 septembre 2013   |
| 47 | La vie à la ferme                | 13 septembre 2013   |
| 48 | Mise en scène                    | 24 juin 2013        |
| 49 | Le prof de ma fille              | 4 juillet 2013      |
| 50 | Qui aime bien châtie bien        | 12 septembre 2013   |
| 51 | Seconde chance                   | 24 janvier 2014     |
| 52 | Un plan parfait                  | 10 février 2014     |
| 53 | Le mythomane                     | 11 octobre 2013     |
| 54 | Une baby sitter trop parfaite    | 28 juin 2013        |
| 55 | Le tour du monde                 | 23 septembre 2013   |
| 56 | Un amour intéressé               | 1 juillet 2013      |
| 57 | La cuisine de Marie Jo           | 2 juillet 2013      |
| 58 | Sous le même toit                | 5 septembre 2013    |
| 59 | Le magnétiseur                   | 27 février 2014     |
| 60 | Règlement de comptes             | 4 mars 2014         |
| 61 | Parfum d'interdits               | 7 octobre 2013      |
| 62 | Colocataires                     | 5 juillet 2013      |
| 63 | Le père Michel                   | 3 octobre 2013      |
| 64 | La maîtresse de mon mari         | 12 avril 2014       |
| 65 | Etrange disparition              | 16 septembre 2013   |
| 66 | Un drôle de pari                 | 2 septembre 2013    |
| 67 | La nouvelle femme de mon père    | 20 septembre 2013   |
| 68 | Une rumeur assassine             | 14 mars 2014        |
| 69 | Mère poule                       | 13 mars 2014        |
| 70 | Chantage                         | 17 septembre 2013   |
| 71 | Premier baiser                   | 9 septembre 2013    |
| 72 | Nuisances                        | 8 octobre 2013      |
| 73 | Super héros                      | 18 février 2014     |
| 74 | Rencontre sur le net             | 10 septembre 2013   |
| 75 | Une étrange correspondance       | 15 octobre 2013     |
| 76 | Une adolescente en danger        | 17 octobre 2013     |
| 77 | L'arbre de la discorde           | 30 septembre 2013   |
| 78 | Un amour de jeunesse             | 6 septembre 2013    |
| 79 | Le bonheur presque parfait       | 27 septembre 2013   |
| 80 | Un amour aveugle                 | 3 septembre 2013    |

### Deuxième saison
| N° | Titre                             | Diffusion originale |
| 1  | Une belle mère idéale             | 4 février 2014      |
| 2  | Un secret inavouable              | 6 janvier 2014      |
| 3  | Apparences trompeuses             | 30 janvier 2014     |
| 4  | Une mère envahissante             | 2014                |
| 5  | L'amour n'a pas d'age             | 16 janvier 2014     |
| 6  | Un adorable colocataire           | 21 janvier 2014     |
| 7  | Une colocataire trop mystérieuse  | 31 janvier 2014     |
| 8  | Un échange inattendu              | 13 janvier 2014     |
| 9  | Une belle mère trop présente      | 11 mars 2014        |
| 10 | Un couple à l'épreuve             | 14 février 2014     |
| 11 | Un admirateur envahissant         | 26 février 2014     |
| 12 | Une mère en danger                | 17 janvier 2014     |
| 13 | Une fille parfaite                | 7 janvier 2014      |
| 14 | Championne à tout prix            | 17 février 2014     |
| 15 | Un père célibataire               | 9 janvier 2014      |
| 16 | Une gardienne aux petits soins    | 28 février 2014     |
| 17 | Un ami trop protecteur            | 8 septembre 2014    |
| 18 | Un voleur mystérieux              | 2 septembre 2014    |
| 19 | Un amant en trop                  | 20 janvier 2014     |
| 20 | Le retour de Maxence              | 7 février 2014      |
| 21 | Une vidéo compromettante          | 3 mars 2014         |
| 22 | Le pot de colle                   | 10 janvier 2014     |
| 23 | Une mère trop curieuse            | 2014                |
| 24 | Sale pétrin                       | 11 septembre 2014   |
| 25 | Un amant pour deux                | 3 février 2014      |
| 26 | Une jeune fille idéale            | 23 janvier 2014     |
| 27 | Touche pas à mon nain de jardin ! | 13 février 2014     |
| 28 | Un amour de voiture               | 20 février 2014     |
| 29 | Un mari sur les nerfs             | 12 septembre 2014   |
| 30 | Nouvelle vie à la ferme           | 27 janvier 2014     |
| 31 | Rivalité entre frères             | 24 février 2014     |
| 32 | Un mari trop méfiant              | 15 septembre 2014   |
| 33 | Un père disparu                   | 28 janvier 2014     |
| 34 | Attention aux paparazzi           | 4 février 2014      |
| 35 | Une mère absente                  | 7 février 2014      |
| 36 | Une fille trop attentionnée       | 16 septembre 2014   |
| 37 | Traitement de choc                | 26 août 2014        |
| 38 | Une patronne envahissante         | 15 septembre 2014   |
| 39 | Un mystérieux prétendant          | 6 février 2014      |
| 40 | Un père absent                    | 16 septembre 2014   |
| 41 | Une belle mère mystérieuse        | 2 septembre 2015    |
| 42 | Une mère manipulatrice            | 2014                |
| 43 | Vol au lycée                      | 25 février 2014     |
| 44 | En panne d'inspiration            | 10 mars 2014        |
| 45 | Une employée négligente           | 5 septembre 2014    |
| 46 | Un lourd secret                   | 4 septembre 2014    |
| 47 | La guerre des fils                | 6 mars 2014         |
| 48 | Amour et pâtisserie               | 6 février 2014      |
| 49 | L'anniversaire de mariage         | 18 septembre 2014   |
| 50 | Une gardienne trop curieuse       | 19 septembre 2014   |
| 51 | La cougar                         | 29 septembre 2014   |
| 52 | Une grossesse inespérée           | 13 octobre 2014     |
| 53 | Une mère célibataire              | 2 octobre 2014      |
| 54 | Un drole de boucher               | 16 octobre 2014     |
| 55 | Le médecin de ces dames           | 3 octobre 2014      |
| 56 | Un colocataire idéal              | 7 mars 2014         |
| 57 | Un de trop !                      | 25 septembre 2014   |
| 58 | Un cœur de trop                   | 25 septembre 2014   |
| 59 | L'œil du syndic                   | 7 octobre 2014      |
| 60 | Un colocataire à tout prix        | 6 octobre 2014      |
| 61 | Lettres d'amour                   | 26 septembre 2014   |
| 62 | Rivalité en cuisine               | 10 octobre 2014     |
| 63 | Ma nouvelle meilleure amie        | 9 octobre 2014      |
| 64 | Des sœurs trop proches            | 14 octobre 2014     |
| 65 | Une petite amie distante          | 17 octobre 2014     |
| 66 | Un étrange licenciement           | 3 novembre 2014     |
| 67 | Crise d'adolescence               | 18 mars 2014        |
| 68 | Une ado difficile                 | 6 novembre 2014     |
| 69 | Bienvenue au gite                 | 4 novembre 2014     |
| 70 | Crise de mère                     | 7 novembre 2014     |
| 71 | Ras le blog !                     | 26 septembre 2014   |
| 72 | Harcélement à l'aveugle           | 22 septembre 2014   |
| 73 | L'allumeuse                       | 31 mars 2015        |
| 74 | Des grands-parents trop zen       | 1 septembre 2015    |
| 75 | Des parents envahissants          | 23 septembre 2014   |
| 76 | Un couple en péril                | 23 septembre 2014   |
| 77 | Un ami méconnaissable             | 17 avril 2015       |
| 78 | Panique en cuisine                | 22 septembre 2014   |
| 79 | Manoir hanté                      | 14 avril 2015       |
| 80 | Un mystérieux empoisonneur        | 11 mai 2015         |

### Troisième saison
| N° | Titre                         | Diffusion originale |
| 1  | Un couple en danger           | 7 mai 2015          |
| 2  | L'amour en double             | 27 mars 2015        |
| 3  | Tombé du ciel                 | 13 mai 2015         |
| 4  | Un charmant voisin            | 19 mai 2015         |
| 5  | Un mariage précipité          | 25 mars 2015        |
| 6  | Bien trop curieuse            | 20 mai 2015         |
| 7  | Un père trop macho            | 12 mai 2015         |
| 8  | Chambre froide                | 8 avril 2015        |
| 9  | Deux sœurs pour un homme      | 3 juillet 2015      |
| 10 | Vacances au camping           | 25 janvier 2016     |
| 11 | Pervers narcissique           | 18 mai 2015         |
| 12 | Amours virtuelles             | 19 mars 2015        |
| 13 | L'idole des femmes            | 27 mai 2015         |
| 14 | L'allumeuse                   | 2015                |
| 15 | Le port de la discorde        | 29 juin 2015        |
| 16 | Don juan                      | 7 avril 2015        |
| 17 | La guerre des roses           | 22 mai 2015         |
| 18 | Lettres à Elise               | 16 mars 2015        |
| 19 | Les photos dénudées           | 28 mai 2015         |
| 20 | Un jardin inquiétant          | 26 janvier 2016     |
| 21 | Une copropriété convoitée     | 16 avril 2015       |
| 22 | Graine de star                | 2 avril 2015        |
| 23 | Une belle-sœur envahissante   | 2015                |
| 24 | Dites le avec des fleurs      | 7 septembre 2015    |
| 25 | Un casting dangereux          | 9 avril 2015        |
| 26 | Une campagne agitée           | 20 mars 2015        |
| 27 | Crise de couple               | 1 avril 2015        |
| 28 | Roman noir                    | 17 mars 2015        |
| 29 | L'amour d'une mère            | 30 juin 2015        |
| 30 | Un célibataire trop endurci   | 3 avril 2015        |
| 31 | Un jardinier très sexy        | 23 avril 2015       |
| 32 | Boulangerie à la marseillaise | 4 mai 2015          |
| 33 | Le bourreau des cœurs         | 30 mars 2015        |
| 34 | Divorce à l'amiable           | 10 avril 2015       |
| 35 | Chambre à louer               | 21 avril 2015       |
| 36 | Garde à vous!                 | 26 mars 2015        |
| 37 | Pour l'amour de l'art         | 21 avril 2015       |
| 38 | Un mariage de rêve            | 27 avril 2015       |
| 39 | L'enfer de la mode            | 23 mars 2015        |
| 40 | Une colocataire insupportable | 23 avril 2015       |
| 41 | Triangle amoureux             | 15 avril 2015       |
| 42 | Un mari absent                | 1 juillet 2015      |
| 43 | Les allumeuses                | 28 avril 2015       |
| 44 | Entrez dans la danse          | 22 avril 2015       |
| 45 | La vie de château             | 20 avril 2015       |
| 46 | Le gros lot                   | 2 juillet 2015      |
| 47 | Une adorable mère             | 2015                |
| 48 | Noblesse oblige               | 30 avril 2015       |
| 49 | Un amour soudain              | 24 avril 2015       |
| 50 | Allumeuse malgré elle!        | 21 mai 2015         |
| 51 | Sous haute surveillance       | 1 juin 2015         |
| 52 | Le père de mon enfant         | 11 juin 2015        |
| 53 | Un ex mari collant            | 13 avril 2015       |
| 54 | L'homme du passé              | 26 juin 2015        |
| 55 | Une ferme en danger           | 29 avril 2015       |
| 56 | Le tombeur                    | 5 juin 2015         |
| 57 | Le cambriolage                | 22 avril 2015       |
| 58 | Tess                          | 9 juin 2015         |
| 59 | Welcome in France             | 6 mai 2015          |
| 60 | Enfant star                   | 24 avril 2015       |
| 61 | Un mystérieux accident        | 2015                |
| 62 | L'amour au pressing           | 3 juin 2015         |
| 63 | Le magicien du quartier       | 29 mai 2015         |
| 64 | Les parents terribles         | 25 juin 2015        |
| 65 | Une mère amoureuse            | 23 juin 2015        |
| 66 | Le voyou de l'immeuble        | 4 juin 2015         |
| 67 | Secrets sur le divan          | 26 mai 2015         |
| 68 | Match nul                     | 19 janvier 2016     |
| 69 | Le rôle de sa vie             | 22 juin 2015        |
| 70 | Mon idéal masculin            | 12 juin 2015        |
| 71 | Mon supporter envahissant     | 8 juin 2015         |
| 72 | Bijou                         | 5 mai 2015          |
| 73 | Mon père, ce macho            | 27 janvier 2016     |
| 74 | L'inconnu de la péniche       | 2 juin 2015         |
| 75 | L'apprentie coloc             | 24 juin 2015        |
| 76 | L'amour bio                   | 18 juin 2015        |
| 77 | Celle qui aimait les hommes   | 10 juin 2015        |
| 78 | Un mari exemplaire            | 15 juin 2015        |
| 79 | Une soirée inoubliable        | 16 juin 2015        |
| 80 | Surveillance rapprochée       | 17 juin 2015        |

### Quatrième saison
| N° | Titre                                | Diffusion originale |
| 1  | Une famille envahissante             | 5 février 2016      |
| 2  | Viager                               | 4 janvier 2016      |
| 3  | Une vente compliquée                 | 2015                |
| 4  | Couple des villes, couple des champs | 26 novembre 2015    |
| 5  | Parano                               | 3 novembre 2015     |
| 6  | Le chien truffier                    | 4 décembre 2015     |
| 7  | Fils à maman                         | 5 janvier 2016      |
| 8  | Les escaliers                        | 8 janvier 2016      |
| 9  | Petite princesse                     | 19 novembre 2015    |
| 10 | Un amour oublié                      | 16 novembre 2015    |
| 11 | Le corbeau                           | 6 janvier 2016      |
| 12 | Une fiancée trop jalouse             | 7 décembre 2015     |
| 13 | Disparition au manoir                | 15 décembre 2015    |
| 14 | Un amoureux secret                   | 11 décembre 2015    |
| 15 | Enterrement de vie de jeune fille    | 12 novembre 2015    |
| 16 | Un week end de rêve                  | 11 janvier 2016     |
| 17 | Mission cupidon                      | 4 novembre 2015     |
| 18 | Mon patron et moi                    | 5 novembre 2015     |
| 19 | La jolie divorcée                    | 9 novembre 2015     |
| 20 | Trop curieuse                        | 2 décembre 2015     |
| 21 | Le bras droit                        | 2015                |
| 22 | Un pari dangereux                    | 10 novembre 2015    |
| 23 | Mon voisin, ce cauchemar             | 14 décembre 2015    |
| 24 | Un fauteuil pour deux                | 30 novembre 2015    |
| 25 | Un amour de coach                    | 1 décembre 2015     |
| 26 | Caprices de stars                    | 3 décembre 2015     |
| 27 | Des vacances d'enfer                 | 17 décembre 2015    |
| 28 | Petites négociations entre voisins   | 10 décembre 2015    |
| 29 | L'art de la séduction                | 13 novembre 2015    |
| 30 | Un fils encombrant                   | 16 décembre 2015    |
| 31 | Pour un scoop                        | 12 janvier 2016     |
| 32 | Une proposition indécente            | 15 janvier 2016     |
| 33 | Le colis de la saint Valentin        | 2 novembre 2015     |
| 34 | Le bon numéro                        | 18 décembre 2015    |
| 35 | Deux vies en une                     | 8 décembre 2015     |
| 36 | Le cœur sur la main                  | 18 janvier 2016     |
| 37 | Une femme de pouvoir                 | 11 janvier 2016     |
| 38 | Un étudiant trop sérieux             | 13 janvier 2016     |
| 39 | Squatteur de cœur                    | 14 janvier 2016     |
| 40 | Un immeuble trop bien tenu           | 9 décembre 2015     |

### Cinquième saison
| N° | Titre                            | Diffusion originale |
| 1  | La guerre des sœurs              | 16 janvier 2017     |
| 2  | Mon voisin est une star          | 18 janvier 2017     |
| 3  | Un amour impossible              | 13 janvier 2017     |
| 4  | Un meilleur ami envahissant      | 3 janvier 2017      |
| 5  | Le plus beau jour de sa vie      | 29 mai 2017         |
| 6  | Mon voisin hors la loi           | 14 août 2017        |
| 7  | Un canapé pour deux              | 23 février 2017     |
| 8  | Un dur au cœur tendre            | 24 mars 2016        |
| 9  | Un colocataire trop parfait      | 25 mars 2016        |
| 10 | Apprenti millionnaire            | 23 mars 2016        |
| 11 | Passion virtuelle                | 17 mars 2016        |
| 12 | Une miss de trop                 | 18 mars 2016        |
| 13 | Un couple en cirse               | 16 mars 2016        |
| 14 | Timidité maladive                | 22 mars 2016        |
| 15 | La mémoire qui flanche           | 21 mars 2016        |
| 16 | Le prétendant de ma grand mère   | 18 septembre 2017   |
| 17 | Un nouveau voisin                | 22 juin 2017        |
| 18 | Une amitié empoisonnée           | 12 janvier 2017     |
| 19 | Un séducteur maladroit           | 19 janvier 2017     |
| 20 | Marre de la routine              | 3 janvier 2017      |
| 21 | Une voisine très connectée       | 20 mars 2017        |
| 22 | Ma super ex                      | 3 janvier 2017      |
| 23 | Colocation sous haute tension    | 21 mars 2017        |
| 24 | Une mécène trop passionnée       | 11 septembre 2017   |
| 25 | Le loup dans la bergerie         | 4 septembre 2017    |
| 26 | Amoureuse à tout prix            | 21 février 2017     |
| 27 | Un nid à tout prix               | 2 octobre 2017      |
| 28 | Une place pour deux              | 5 octobre 2017      |
| 29 | L'artiste                        | 13 novembre 2017    |
| 30 | Une coloc troublante             | 5 juin 2017         |
| 31 | Un amour sans faux pli           | 9 novembre 2017     |
| 32 | Une petite voisine envahissante  | 22 février 2017     |
| 33 | Un amour de chat                 | 11 avril 2018       |
| 34 | Vol à l'arraché                  | 16 novembre 2017    |
| 35 | L'incruste                       | 6 novembre 2017     |
| 36 | Un divorce contagieux            | 6 janvier 2017      |
| 37 | Mon restaurant à tout prix       | 21 novembre 2017    |
| 38 | Une voisine trop bienveillante   | 19 octobre 2017     |
| 39 | Des travaux sans fin             | 9 janvier 2017      |
| 40 | Une colocation sous surveillance | 15 novembre 2017    |
| 41 | Une voyante bien renseignée      | 10 mai 2018         |
| 42 | Un changement de vie radical     | 17 janvier 2017     |
| 43 | Infréquentable                   | 24 février 2017     |
| 44 | Un père aux abois                | 17 avril 2017       |
| 45 | Dos à l'amour                    | 21 février 2017     |
| 46 | Au secours de mon ex             | 20 février 2017     |
| 47 | Sortie de route                  | 6 septembre 2017    |
| 48 | Mon père cette star              | 18 avril 2017       |
| 49 | Le restau d'en bas               | 2017                |
| 50 | Bilan de compétences             | 4 janvier 2017      |
| 51 | Le comique                       | 23 novembre 2017    |
| 52 | Troc entre voisins               | 10 janvier 2017     |
| 53 | Les meilleurs amis du monde      | 5 janvier 2017      |
| 54 | Bienvenue en Normandie           | 31 janvier 2017     |
| 55 | Pas assez bien pour elle         | 7 décembre 2017     |
| 56 | L'amant de ma femme              | 16 mars 2017        |
| 57 | Un jeune délinquant              | 5 décembre 2017     |
| 58 | La demande en mariage            | 5 janvier 2017      |
| 59 | L'affaire de ma vie              | 6 janvier 2017      |
| 60 | La fille du patron               | 11 avril 2017       |
| 61 | Une gardienne en danger          | 15 décembre 2017    |
| 62 | Peur sur la résidence            | 11 décembre 2017    |
| 63 | Sous les projecteurs             | 30 août 2017        |
| 64 | Une gouvernance idéale           | 28 août 2017        |
| 65 | Les semis de la colère           | 12 décembre 2017    |
| 66 | Irréductible                     | 13 décembre 2017    |
| 67 | Une sœur trop jolie              | 28 février 2017     |
| 68 | Tante malgré elle                | 4 avril 2017        |
| 69 | Bec et ongles                    | 13 mars 2017        |
| 70 | La course à l'appartement        | 11 janvier 2017     |
| 71 | La fetarde                       | 13 avril 2017       |
| 72 | Baby boom                        | 14 décembre 2017    |
| 73 | Le cat sitter                    | 16 avril 2018       |
| 74 | Ma vie sur internet              | 2 avril 2018        |
| 75 | Permis de colocation             | 3 avril 2017        |
| 76 | Le beau gosse                    | 6 mars 2017         |
| 77 | Le dragueur                      | 7 mars 2017         |
| 78 | Ma maison de campagne            | 27 mars 2017        |
| 79 | Une impression trompeuse         | 5 avril 2018        |
| 80 | Bienvenue chez vous              | 28 mars 2017        |

### Sixième saison
La série jusqu'alors diffusée en inédit sur TF1 et rediffusée sur TF1 Séries Films est maintenant diffusée en inédit le dimanche sur TF1 Séries Films à partir de 2023 pour un total de 33 nouveaux épisodes.
| N° | Titre                        | Diffusion originale |
| 1  | Marie Bertin a disparu       | 5 novembre 2023     |
| 2  | Baby Sitter en détresse      | 5 novembre 2023     |
| 3  | Ovni tender                  | 5 novembre 2023     |
| 4  | La meilleure élève           | 5 novembre 2023     |
| 5  | Secrets, mensonges et vidéos | 5 novembre 2023     |
| 6  | Mon mystérieux fantôme       | 12 novembre 2023    |
| 7  | A toute épreuve              | 12 novembre 2023    |
| 8  | L'affaire Laura Durand       | 12 novembre 2023    |
| 9  | Passé trouble                | 12 novembre 2023    |
| 10 | Ma voisine la voyante        | 12 novembre 2023    |
| 11 | Transie d'amour              | 19 novembre 2023    |
| 12 | Une voisine indépendante     | 19 novembre 2023    |
| 13 | En milieu hostile            | 19 novembre 2023    |
| 14 | L'apprenti détective         | 19 novembre 2023    |
| 15 | La mante                     | 26 novembre 2023    |
| 16 | La nourrice                  | 26 novembre 2023    |
| 17 | Un mariage en péril          | 26 novembre 2023    |
| 18 | Abus de confiance            | 26 novembre 2023    |
| 19 | Son bien le plus précieux    | 26 novembre 2023    |
| 20 | La sorcière d'à côté         | 3 décembre 2023     |
| 21 | Totale réno                  | 3 décembre 2023     |
| 22 | Vingt-cinq and d'écart       | 3 décembre 2023     |
| 23 | Un nouveau foyer             | 3 décembre 2023     |
| 24 | Sans limite                  | 3 décembre 2023     |
| 25 | La malédiction des Chevignac | 10 décembre 2023    |
| 26 | Un fermier farouche          | 10 décembre 2023    |
| 27 | Retour aux sources           | 10 décembre 2023    |
| 28 | La leçon de piano            | 10 décembre 2023    |
| 29 | Web side story               | 10 décembre 2023    |
| 30 | Hors-jeu                     | 17 décembre 2023    |
| 31 | L'amnésique                  | 17 décembre 2023    |
| 32 | La zizanie                   | 17 décembre 2023    |
| 33 | Un inconnu dans la maison    | 17 décembre 2023    |

### Septième Saison
| N° | Titre                                  | Diffusion originale |
| 1  | J'ai tué mon voisin                    | 19 octobre 2024     |
| 2  | Une voisine très entreprenante         | 19 octobre 2024     |
| 3  | Stalké par ma voisine                  | 19 octobre 2024     |
| 4  | 32h pour sauver ma voisine             | 19 octobre 2024     |
| 5  | Le retour du bourreau                  | 19 octobre 2024     |
| 6  | Ma fille victime d'un pervers          | 19 octobre 2024     |
| 7  | Mon locataire est un voyeur            | 20 octobre 2024     |
| 8  | Arnaque au yoga                        | 20 octobre 2024     |
| 9  | L'étrange disparition de Marc Délit    | 20 octobre 2024     |
| 10 | La maison maudite                      | 20 octobre 2024     |
| 11 | Une voisine en détresse                | 20 octobre 2024     |
| 12 | Un comportement indécent               | 20 octobre 2024     |
| 13 | Cambriolages en série                  | 27 octobre 2024     |
| 14 | Mon voisin est un tyran                | 27 octobre 2024     |
| 15 | Mon voisin séquestre quelqu'un         | 27 octobre 2024     |
| 16 | La prochaine sur la liste              | 27 octobre 2024     |
| 17 | Trois jours pour prouver mon innocence | 27 octobre 2024     |
| 18 | Alliance secrète                       | 27 octobre 2024     |
| 19 | Un traître parmi mes amis              | 27 octobre 2024     |
| 20 | Ordonnance mortelle                    | 28 octobre 2024     |
| 21 | Le vrai visage de ma fille             | 29 octobre 2024     |
| 22 | Qui veut tuer Rosie ?                  | 30 octobre 2024     |
| 23 | Sexe, mensonges et vidéo               | 31 octobre 2024     |

## Séries dérivées
Petits secrets en famille est une série dérivée de Petits secrets entre voisins. Elle a été diffusée de janvier 2016 à mars 2021 sur TF1 et depuis octobre 2020 sur TF1 Séries Films. À ce jour, cette série compte 8 saisons et 396 épisodes.
Une seconde série dérivée à vue le jour en 2021. Intitulée Petits secrets entre amoureux, elle compte 15 épisodes.